# Video digte
|  | Denne artikel er oprettet af botten PalnaBot ud fra en ekstern database. Den kan derfor have sproglige fejl eller mangler. Denne skabelon kan fjernes efter kontrol af indholdet. |

Video digte er en film instrueret af Flemming Brantbjerg.

## Handling
Hensigten er, i en bestemt form - den abstrakte billedflade - at fortælle en historie om forandringens væsen. Et billedforløb beskriver en tilstand, mentalt, sjæleligt, følelsemæssigt. En spænding bygges op, billedet mættes, spændingen stiger - skift - tilstanden forandres, et kvantespring, en kvalitativ forandring. Det nye billede har nye regler, nye love at følge.